# Gefragmenteerd evangelieboek (A. II. 10.)

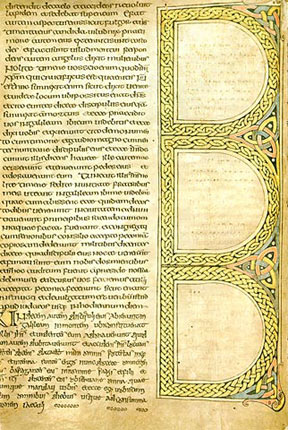
Folium 3v bevat het colofon van het evangelie naar Matteüs uit het evangeliefragment van Durham.

Het gefragmenteerd evangelieboek (A. II. 10.), uit de bibliotheek van de Kathedraal van Durham is een gefragmenteerd manuscript dat bewaard wordt onder de referentie A. II. 10. De fragmentatie is van een zevende-eeuws evangelieboek. Het boek is bewaard gebleven in fragmenten in drie aparte delen. Hoewel het boek is gefragmenteerd, is het het vroegst bewaarde voorbeeld van een serie levendige insulaire evangelieboeken. Andere boeken zijn het Book of Durrow, het Lindisfarne-evangeliarium en het Book of Kells.
Ada-evangeliarium · Barberini-evangeliarium · Boek van Armagh · Evangeliarium van Augustinus van Canterbury · Book of Durrow · Book of Kells · Codex Argenteus · Codex aureus van St. Emmeram · Codex Carolinus · Codex Aureus Epternacensis · Codex Eyckensis · Codex Gissensis · Diatessaron · Durham-evangeliarium · Evangeliarium van Echternach · Evangeliarium van Egmond · Evangeliarium van Lorsch · Gefragmenteerd evangelieboek (A. II. 10.) · Godescalc-evangelistarium · Lichfield-evangeliën · Lindisfarne-evangeliarium · Luikse diatessaron · Mac Durnan-evangeliarium · Middelnederlandse Apocalyps · Minuskel 76 · Evangeliarium van Munsterbilzen · Otho-Corpus-evangeliarium · Evangelieboek van Sankt Gallen · Xanten-evangeliarium